# The Early Singles
The Early Singles — франкоязычный сборник канадской певицы Селин Дион, выпущенный в некоторых европейских странах в 2000 году. В него вошли девятнадцать редких песен, записанных в период с 1981 по 1988 год, включая композиции из дебютного альбома Дион «Ce n'était qu'un rêve» и «L’amour viendra». В The Early Singles также входит победившая на Евровидении 1988 песня «Ne partez pas sans moi» и ее инструментальная версия.

## Предыстория и содержание
В сборник The Early Singles вошли все синглы Дион, в том числе, би-сайды, выпущенные во Франции в 1980-х, за исключением «Incognito» и 12-дюймовой версии «Je ne veux pas». После множества компиляций ранних французских песен Дион The Early Singles — первый, в который вошли «Ce n'était qu'un rêve», «L’amour viendra» и инструментальная версия «Ne partez pas sans moi». Позже альбом был переиздан под заголовком Les Hits. На сайте AllMusic сборник имеет оценку в две с половиной звезды из пяти.

## Список композиций
| №                   | Название                                | Автор(ы)                                       | Продюсер(ы)               | Длительность |
| ------------------- | --------------------------------------- | ---------------------------------------------- | ------------------------- | ------------ |
| 1.                  | «Ce n'était qu'un rêve»                 | Тереза Дион Селин Дион Жак Дион                | Даниэль Этю Рене Анжелил  | 3:47         |
| 2.                  | «L’amour viendra»                       | Эдди Марне Америго Касселла Дарио Балдан Бембо | Марне Паскаль             | 4:20         |
| 3.                  | «D’amour ou d’amitié»                   | Марне Жан-Пьер Ланж Ролан Венсан               | Марне Руди Паскаль        | 4:00         |
| 4.                  | «Visa pour les beaux jours»             | Марне Кристиан Луажеро Тьерри Жофруа           | Марне Паскаль             | 3:25         |
| 5.                  | «Mon ami m’a quittée»                   | Марне Луажеро Жофруа                           | Марне Паскаль             | 3:00         |
| 6.                  | «La dodo la do»                         | Марне Кристиан Губерт                          | Марне Паскаль             | 3:02         |
| 7.                  | «Ne me plaignez pas»                    | Марне Стив Томпсон                             | Марне Паскаль             | 3:41         |
| 8.                  | «Mon rêve de toujours»                  | Марне Жан-Пьер Гуссо                           | Марне Паскаль             | 4:19         |
| 9.                  | «Les oiseaux du bonheur»                | Марне Андре Попп                               | Марне Паскаль             | 3:39         |
| 10.                 | «C’est pour vivre»                      | Марне Попп                                     | Марне Паскаль             | 4:02         |
| 11.                 | «Avec toi»                              | Марне Луажеро Жофруа                           | Марне Паскаль             | 3:28         |
| 12.                 | «Billy»                                 | Марне Патрик Лемэтр                            | Марне                     | 3:05         |
| 13.                 | «En amour»                              | Марне Луажеро Жофруа                           | Марне                     | 3:14         |
| 14.                 | «Je ne veux pas»                        | Марне Романо Мусумарра                         | Мусумарра                 | 4:02         |
| 15.                 | «Comment t’aimer»                       | Марне Мусумарра                                | Мусумарра                 | 4:01         |
| 16.                 | «La religieuse»                         | Дидье Барбеливьен                              | Барбеливьен               | 3:28         |
| 17.                 | «C’est pour toi»                        | Марне Франсуа Оренн                            | Марне Паскаль             | 4:02         |
| 18.                 | «Ne partez pas sans moi»                | Нелла Мартинетти Атилла Шерефтуг               | Шерефтуг Урс Петер Келлер | 3:08         |
| 19.                 | «Ne partez pas sans moi» (instrumental) | Мартинетти Шерефтуг                            | Шерефтуг Келлер           | 3:08         |
| Общая длительность: | Общая длительность:                     | Общая длительность:                            | Общая длительность:       | 69:29        |

## История релиза
| Регион | Дата            | Лейбл    | Формат | Каталог  |
| ------ | --------------- | -------- | ------ | -------- |
| Европа | 21 февраля 2000 | BR Music | CD     | BX 530-2 |